# Time management (жанр игр)
Тайм-менеджмент — это жанр компьютерных игр, в котором основные действия игрока связаны с быстрым последовательным распределением ресурсов в реальном времени с целью выполнить задачи текущего игрового уровня. Игрок должен реагировать на поступающие по ходу игры запросы и обслуживать их с максимальной эффективностью, чтобы получить наибольшее вознаграждение. Обычно в игре присутствует ограничение по времени, и ресурсы игрока ограничивают скорость, с которой он может обслуживать поступающие запросы. По ходу прогресса игры, игрок обычно имеет возможность улучшать доступные ему ресурсы, затрачивая на это заработанное вознаграждение.
Тайм-менеджмент — это поджанр казуальных и стратегических игр. Это относительно новый жанр, поэтому в книгах по геймдизайну упоминается достаточно редко.

## Соотношение с жанром стратегических игр
Хотя тайм-менеджмент считается поджанром стратегических игр, игры в этом жанре имеют свой характерный набор особенностей и лишены некоторых черт типичных стратегических игр. Обычно в тайм-менеджменте, в отличие от стратегических игр, не используются темы войны и разрушений, вместо этого используется тема каждодневной работы. Зачастую цель стратегической игры состоит в победе над врагом, а цель игры в жанре тайм-менеджмент обычно в том, чтобы успеть заработать достаточно денег за отведённое время, действуя наиболее эффективным образом. Наиболее сильной стороной стратегических игр часто является многопользовательский режим, а игры в жанре тайм-менеджмент по своей природе рассчитаны на одного игрока.
Игры в жанре тайм-менеджмент нацелены на иную аудиторию, чем стратегические игры. Основной целевой аудиторией стратегических игр считаются подростки и более старшие игроки мужского пола, в то время как основная целевая аудитория тайм-менеджмента — взрослые женщины.

## Игровой дизайн
Типичная игра в жанре тайм-менеджмента представляет собой последовательность уровней, в каждом из которых игроку надо достигнуть поставленной цели за ограниченное время. Внутри уровня игрок устанавливает приоритеты (или срочные действия) для действующих агентов (например, официантов или взлётно-посадочных полос в аэропорту) с целью удовлетворения возникающих подцелей, которые могут быть представлены, например, как посетители ресторана или как самолёты, заходящие на посадку в аэропорту. В некоторых играх можно устанавливать очередь из нескольких таких действий, которые будут выполняться агентами последовательно с той скоростью, на которую они способны. Обычно, если агент завершает соответствующее действие слишком поздно, то подцель считается проваленной. Цель уровня, таким образом, в том, чтобы удовлетворить как можно больше подцелей в отведённое время. Между уровнями игрок может улучшать своих агентов, используя игровую валюту, заработанную за прохождение уровня. Например, научить их двигаться быстрее, сделать, чтобы клиенты могли ожидать дольше до провала подцели, научить агентов обслуживать больше клиентов одновременно.

### Сеттинги и темы
Типичный сеттинг для игры в жанре тайм-менеджмента помещает игрока на место некого обслуживающего персонала. Например, это может быть официант или повар в ресторане, диспетчер в аэропорту, офис-менеджер. Существуют и игры с сеттингами, отличными от типичного.
Визуальная тема обычно выглядит дружелюбно, весело и просто, как это принято в казуальных играх. Обычно, игра проходит через несколько (3-4) вариаций основной темы, которые представлены разными локациями, и, соответственно, разными фонами и отличающимися изображениями игровых объектов.
В качестве примеров игр в жанре тайм-менеджмент можно привести Airport Mania, Diner Dash, «12 подвигов Геракла».